# Leptepsilonema filiforme
Leptepsilonema filiforme is een rondwormensoort. De wetenschappelijke naam van de soort is voor het eerst geldig gepubliceerd in 1984 door Clasing.